# هجوم القدس أكتوبر 2014
هجوم القدس أكتوبر 2014 هو عملية دهس نفذها شاب فلسطيني بسيارته في 22 أكتوبر 2014 في وسط حشد من الإسرائيليين كانوا في محطة انتظار قطار القدس الخفيف في الشيخ جراح في القدس الشرقية. وقد أسفر الهجوم عن مقتل اثنين هما مواطن إكوادوري يدرس اليهودية (22 عامًا) وطفلة تبلغ ثلاثة شهور، وجرح سبعة آخرين. وقامت الشرطة الإسرائيلية بإطلاق النار على الشاب الفلسطيني؛ ولكنه فر من مكان الحادث وتوفي لاحقًا متأثرًا بجراحه.